# Angelli Nesma Medina
Angelli Nesma Medina – meksykańska producentka telenowel.

## Wybrana filmografia
- 1995: Maria z przedmieścia
- 1998: Camila
- 2000: Tajemnice pocałunku
- 2003: Córka przeznaczenia
- 2007-2008: Do diabła z przystojniakami
- 2012: Otchłań namiętności
- 2013-2014: Za głosem serca
- 2016: Trzy razy Ana

## Nagrody i nominacje

### Premios TVyNovelas
| Rok  | Kategoria                    | Telenowela                  | Wynik     |
| ---- | ---------------------------- | --------------------------- | --------- |
| 2018 | Najlepsza telenowela         | Me declaro culpable         | Nominacja |
| 2017 | Najlepsza obsada             | Trzy razy Ana               | Nominacja |
| 2015 | Najlepsza telenowela         | Za głosem serca             | Nominacja |
| 2013 | Najlepsza telenowela         | Otchłań namiętności         | Nominacja |
| 2011 | Najlepsza telenowela         | Llena de amor               | Nominacja |
| 2009 | Najlepsza telenowela         | Do diabła z przystojniakami | Nominacja |
| 2005 | Najlepsza telenowela         | Apuesta por un amor         | Nominacja |
| 2003 | Najlepsza telenowela         | Córka przeznaczenia         | Nominacja |
| 1996 | Najwyżej oceniona telenowela | Maria z przedmieścia        | Wygrana   |

### Premios Bravo
| Rok  | Kategoria            | Telenowela          | Wynik   |
| ---- | -------------------- | ------------------- | ------- |
| 2013 | Najlepsza telenowela | Otchłań namiętności | Wygrana |

### Copa Televisa
| Rok  | Kategoria            | Telenowela      | Wynik   |
| ---- | -------------------- | --------------- | ------- |
| 2014 | Najlepsza telenowela | Za głosem serca | Wygrana |

### Premios People en Español
| Rok  | Kategoria       | Telenowela      | Wynik   |
| ---- | --------------- | --------------- | ------- |
| 2014 | Telenowela roku | Za głosem serca | Wygrana |

### TV Adicto Golden Awards
| Rok  | Kategoria                         | Telenowela          | Wynik   |
| ---- | --------------------------------- | ------------------- | ------- |
| 2012 | Najlepsze miejsca krajowe         | Otchłań namiętności | Wygrana |
| 2013 | Najlepsza scenografia i rekwizyty | Za głosem serca     | Wygrana |

### Premios TVGrama
| Rok  | Kategoria                        | Nominacja                   | Wynik   |
| ---- | -------------------------------- | --------------------------- | ------- |
| 2008 | Najlepsza telenowela zagraniczna | Do diabła z przystojniakami | Wygrana |